# أندرو فيليبس (مؤرخ)
أندرو فيليبس (بالإنجليزية: Andrew Phillips)‏ هو مؤرخ بريطاني، ولد في القرن العشرين.